# 대레바논
대레바논국(아랍어: دولة لبنان الكبير 다울라트 루브난 알카비르[*] Dawlat Lubnān al-Kabīr; 프랑스어: État du Grand Liban 에타 뒤 그란 리반[*])은 제1차 세계 대전에서 승리한 프랑스가 오스만 제국의 지배를 받았던 레바논에 설치한 위임통치령으로 프랑스 위임통치령 시리아의 일부이다.
제1차 세계 대전이 끝난 이후에 레바논은 처음에 프랑스 군정의 통치를 받았는데, 1923년이 되어서야 국제연맹이 정식으로 시리아와 레바논의 통치를 프랑스에 위임했다. 프랑스는 이 지배 지역을 더욱 분할하여, 마론파가 많은 레바논 산맥 지대와, 무슬림이 많은 남레바논 및 베카(알비카) 고원을 합쳐 대레바논을 1920년에 설립하고 시리아로부터 분리해서 자치권을 부여했다.1943년에 레바논이 독립되고 프랑스군은 1946년 12월 31일에 철군하면서 완전 독립을 이루었다.

## 정부
프랑스 위임통치령 시리아는 1930년이 지나서도 헌법이 제정되지 않았던 것에 비해 대레바논의 헌법은 1926년에 제정되었다.

## 같이 보기
- 사이크스 피코 협정
- 산레모 회의
- 레바논 산맥
- 프랑스 위임통치령 시리아
- 시리아-레바논 전역 (1941년)
- 프랑스 식민제국